# Synbranchus marmoratus
Synbranchus marmoratus, também chamado muçum, muçu, peixe-cobra ou enguia-d'água-doce, é uma espécie de peixe teleósteo sinbranquiforme da família dos sinbranquídeos, encontrado em rios, lagoas (mesmo muito pequenas) e açudes da América do Sul.;

## Etimologia
«Muçum» origina-se do termo tupi musũ.

## Características
A espécie é desprovida de escamas, de nadadeiras pares e de bexiga natatória, dando margem a uma semelhança bastante acentuada com os ofídeos, ou com "enguias" (Anguliia, Anguillidae, do éixes do Hemisfério Norte). Em algumas espécies, a pele é cinzenta nos indivíduos jovens e amarelada nos indivíduos adultos. Noutras, é totalmente preta lustrosa, e secreta grande quantidade de muco.
Em períodos de seca, vive durante meses enterrado em túneis, possuindo, ainda, a capacidade de sofrer reversão sexual (Hermafroditismo sequencial). Apresenta hábitos noturnos e é onívoro, alimentando-se de vermes e outros invertebrados, pequenos peixes, lodo, larvas e vegetais.
É comumente utilizado como isca para pesca, como a "tuvira" ou sarapó", Gymnotus carapo (Gymnotidae), e como alimento humano.

## Galeria

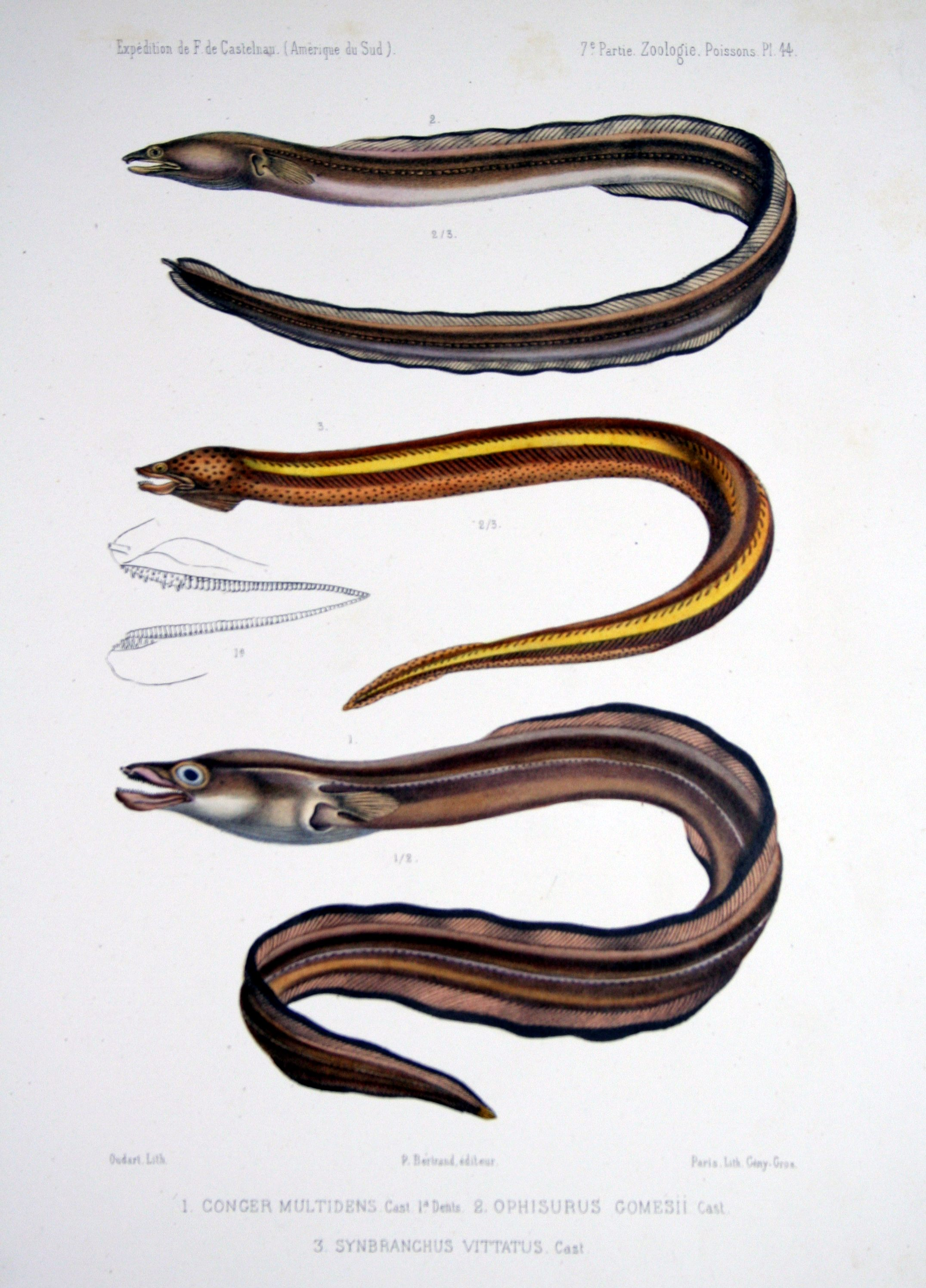
Ilustracão científica feita durante a expedição de Francis de Castelnau à América do Sul, 1856
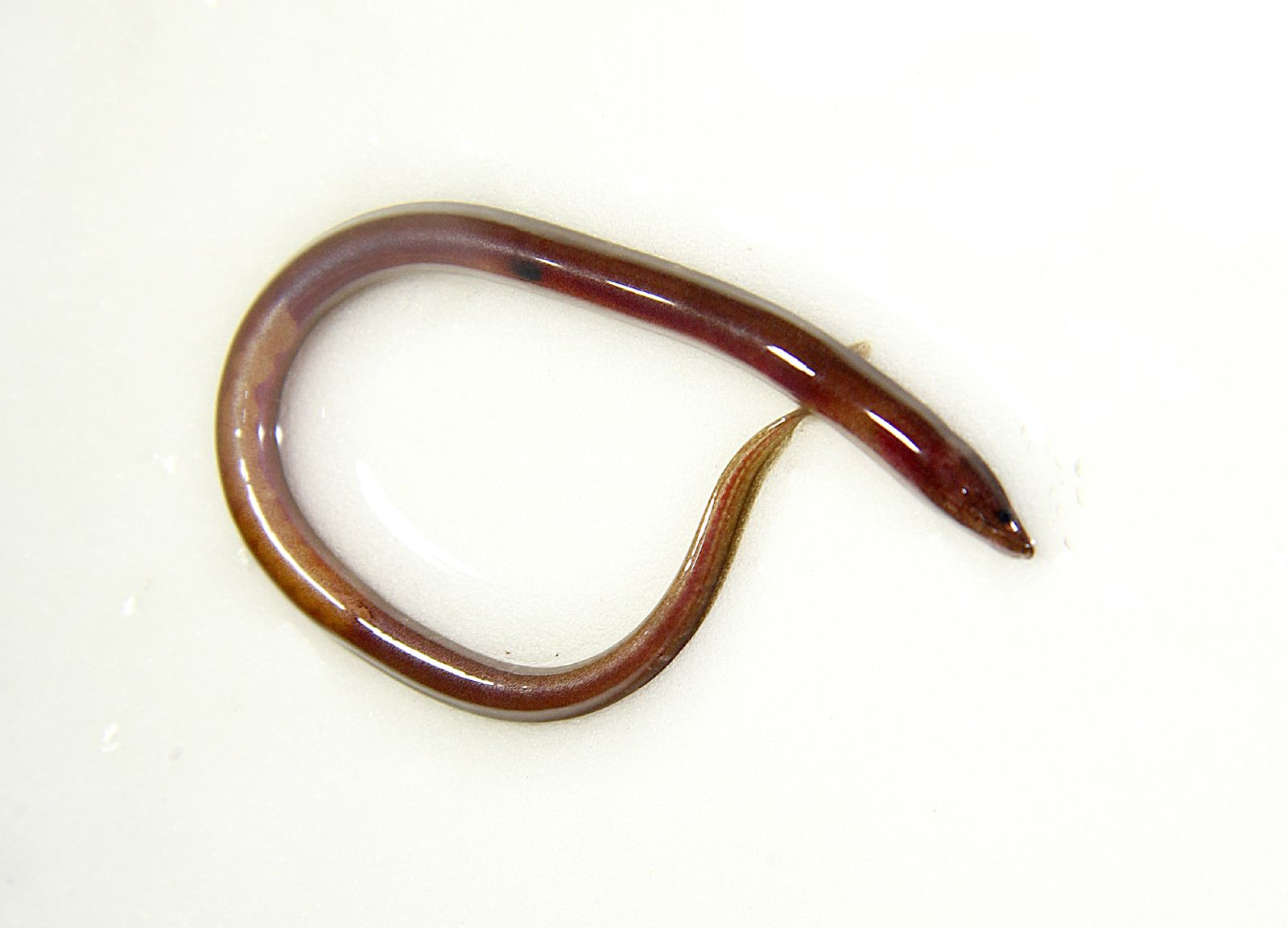
Exemplar adulto